# Chiesa di Sant'Uldarico (Parma)
La chiesa di Sant'Uldarico è un luogo di culto cattolico dalle forme barocche, situato in borgo Felino 2, ad angolo con piazzale Sant'Uldarico e nelle immediate vicinanze di strada Luigi Carlo Farini, a Parma, in provincia e diocesi di Parma; è sede di una parrocchia compresa nella zona pastorale della città.

## Storia
Menzionata per la prima volta in alcuni documenti del 1005-1015, in cui si ricorda anche la comunità di religiose benedettine dell'annesso monastero, la chiesa di Sant'Uldarico è eretta sul sito di un antico teatro romano: resti di quest'ultimo sono stati rinvenuti tra il 1843 e il 1845. Dal 1363 è chiesa parrocchiale, venne consacrata il 12 maggio 1411 ma l'aspetto attuale, per quanto riguarda la parte anteriore, risale a una ricostruzione da parte di Gaetano Ghidetti realizzata intorno al 1762. Per di più, nel 1902 la parete di fondo venne abbattuta e, al suo posto, venne aggiunta un'abside.

## Descrizione
L'edificio è a navata unica, con volta a botte e con tre cappelle per lato.
Gli affreschi della cupola, nei pennacchi e al centro della volta sono di Antonio Bresciani.
La chiesa conserva anche dipinti di Lionello Spada, Clemente Ruta, Giovanni Battista Borghesi, Girolamo Donini e Giovanni Tebaldi.
Gli stalli del coro delle monache vennero commissionati nel 1505 dalla badessa Cabrina Carissimi all'intagliatore Gian Giacomo Baruffi.
Nella cantoria a destra dell'altare è presente un organo costruito nel XVIII sec. da Giuseppe Negri Poncini; tale strumento risulta non funzionante. 
Dell'antico monastero benedettino femminile, citato nei documenti del 1005-1015 e soppresso nel 1810, si conserva il chiostro rinascimentale, con decorazioni a terrecotte.